# Simona Gioli
Pour les articles homonymes, voir Gioli.
Simona Gioli (née le 17 septembre 1977 à Rapallo, dans la Province de Gênes en Ligurie, Italie) est une joueuse italienne de volley-ball. Elle mesure 1,85 m et joue au poste de centrale. Elle totalise 301 sélections en équipe d'Italie.

## Clubs
| Club                   | Pays    | De        | À         |
| ---------------------- | ------- | --------- | --------- |
| Pallavolo Rovigo       | Italie  | 1992-1993 | 1992-1993 |
| VBC Cassano            | Italie  | 1993-1994 | 1993-1994 |
| Virtus Reggio Calabria | Italie  | 1994-2001 | 1994-2001 |
| Reggio d'Émilie        | Italie  | 2001-2002 | 2001-2002 |
| Sirio Perugia          | Italie  | 2002-2003 | 2007-2008 |
| Dinamo Moscou          | Russie  | 2008-2009 | 2010-2011 |
| Spes Volley            | Italie  | fév 2011  | mai 2011  |
| Fakel Novy Ourengoï    | Russie  | 2011-2012 | 2011-2012 |
| Galatasaray İstanbul   | Turquie | 2012-2013 | 2012-2013 |
| IHF Volley Frosinone   | Italie  | 2013-2014 | …         |

## Palmarès

### Équipe nationale
- Championnat d'Europe (2)
  - Vainqueur : 2007, 2009
  - Finaliste :  2005.
- Coupe du monde (2)
  - Vainqueur : 2007, 2011.
- World Grand Champions Cup (1)
  - Vainqueur : 2009.
- Grand Prix mondial
  - Finaliste : 2004.

### Clubs
- Ligue des champions (2)
  - Vainqueur : 2006, 2008.
- Coupe de la CEV (3)
  - Vainqueur : 2002, 2005, 2007.
- Championnat d'Italie (3)
  - Vainqueur : 2003, 2005, 2007.
- Coupe d'Italie (5)
  - Vainqueur : 2000, 2001, 2003, 2005, 2007.
- Supercoupe d'Italie (1)
  - Vainqueur : 2000.
- Championnat de Russie
  - Vainqueur : 2009.
- Coupe de Russie : 
  - Vainqueur : 2009.
- Supercoupe de Turquie
  - Finaliste: 2012.

### Récompenses individuelles
- Coupe de la CEV féminine 2007 : MVP.
- Coupe du monde de volley-ball féminin 2007: Meilleure contreuse et MVP.
- Ligue des Champions de volley-ball féminin 2007-2008: MVP.
- Ligue des Champions de volley-ball féminin 2008-2009: Meilleure attaquante.
- Championnat d'Europe de volley-ball féminin 2009: Meilleure attaquante.
- World Grand Champions Cup féminine 2009: Meilleure attaquante et MVP.